# Поређење X Виндов Систем десктоп окружења
Десктоп окружење је скуп софтвера дизајниран да пружи функционалност и одређени изглед и осећај оперативном систему.
Овај чланак се односи на оперативне системе који су у стању да управљају X Window System, углавном Уникс и Unix-like оперативни системи као што су Линукс, Миникс, Соларис, FreeBSD, и Мек OS X. Microsoft Windows није у стању да нормално води X апликације; међутим, трећина X сервера као што су Cygwin/X, Exceed, или Xming су доступни.

## Технички елементи десктоп окружења
Десктоп окружење (ДЕ) може бити подељено на неколико делова који функционишу независно и међусобно сарађују да би пружили изглед, осећај и функционалност десктоп окружења. Основни део ДЕ је Windows менаџер или ВМ. Windows менаџер формира одређени начин за Windows апликацију како би се представила кориснику. Она управља различитим апликацијама и надзире оне које су отворене и пружа функцију размене апликација међу собом. Други важан елемент ДЕ-а је фајл менаџер. Ова апликација управља фајловима / фолдерима и представља их тако да их корисник лакше пронађе. Она пружа операције над фајловима као што су гледање, копирање или премештање, мења овлашћење и брисање. ДЕ обично пружа алате за постављање позадине и скринсејвера, дисплеј икона на радној површини и обављање неких административних послова. Они могу изборно да обухватају обраду текста,  веб претраживача, е-маил клијенте и ЦД / DVD нарезивање апликација.
Постоје неки изузеци: Windows менаџери попут Fluxbox, wmii и Ratpoison који раде независно од десктоп окружења и направљени су баш због овог циља. Додатне апликације се могу додати ради функционалности као што је панел и обим управљања, што их чини одликама  ДЕ-а. Ово је у супротности од понашања WM-а као што су Metacity и KWin који нису направљени да раде независно од ДЕ.
КДЕ и ГНОМ су скоро у потпуности написани у софтверским библиотекама Qt и ГТК+ . То значи да практично свака компонента десктоп окружења, укључујући и фајл менаџер експлицитно зависи од те библиотеке.
Наиме, ништа не спречава корисника да инсталира колико хоће софтверских библиотека. У пракси то значи да софтвер написан у великим библиотекама може да се покрене под било којим десктоп окружењем. Један пакет је дизајниран за један десктоп (што у суштини значи да је то написано користећи исте библиотеке као и саму радну површину) који може бити визуелно непријатан, као и оптерећивање РАМ-а пуњењем библиотека које иначе нису потребне .
Неке разлике које могу да утичу на избор десктоп окружења:
- Поглед и осећај на десктоп окружења. Корисник ће се осећати опуштеније за одређени изглед са којим је он / она већ упознат или не.
- Флексибилност и конфигурација на десктоп окружења. Искуснији корисник можда жели високо прилагодљиво десктоп окружење. Док, почетник можда жели само да на једноставан начин користи окружење.
- Што се тиче личног приоритета за избор софтвера, постоје два аспекта:
  - Свако десктоп окружење је направљено са различитим подразумеваним софтвером и разним "начинима извршавања" на том десктопу. Незахтевни корисник можда жели високо интегрисани графички интерфејс уз разне поставке док искуснији корисник можда воли да користи индивидуалне конфигурације или чак ЦЛИ алате.
  - Десктопови су често уско везани у разним функционалним компонентама десктоп менаџера (на пример: фајл менаџер, претраживач, програм за обраду текста); , што је углавном пријатно за избор који резултира на доследан изглед и осећај програма под изабраним десктоп окружењем. Израда избора на основу онога што софтвер интегрише са изабраним десктоп окружењем нужно ограничава тежину која може дати друге могућности примене.

## Десктоп поређење информација

### Преглед
|                                       | Окружења | Окружења                                     | Окружења | Окружења                                                                         | Окружења                                       | Окружења                                       | Окружења                                       | Љуска (полу-окружење)                          |
|                                       | КДЕ | LXQt                                         | ГНОМ | МАТЕ                                                                             | Xfce, LXDE и ROX Десктоп                       | Étoilé                                         | ЕДЕ                                            | Enlightenment                                  |
| ------------------------------------- | --- | -------------------------------------------- | --- | -------------------------------------------------------------------------------- | ---------------------------------------------- | ---------------------------------------------- | ---------------------------------------------- | ---------------------------------------------- |
| Главни циљ                            | Радно окружење, графички једноставан за коришћење, усмерено на све. Фокусиран на пружање напредне функције и конфигурације. | Лако десктоп окружење, модуларно, преносиво. | Радно окружење, графички једноставно за коришћење, усмерено на све. Нагласак на поједностављивању ергономије и рада. | Преузето из ГНОМ-а. Нагласак на пружању традиционалне десктоп метафоре у ГНОМ 3. | Лагано десктоп окружење, модуларни, преносиво. | Лагано десктоп окружење, модуларни, преносиво. | Лагано десктоп окружење, модуларни, преносиво. | Напредне графичке библиотеке, алати и окружења |
| Програмски језик                      | Углавном C++, као што је и Qt написан у C++                                                                                 | Углавном C++, као што је и Qt написан у C++  | Углавном C, као што је и ГТК+написан у C                                                                             | Углавном C, као што је и ГТК+написан у C                                         | Углавном C, као што је и ГТК+написан у C       | Објектив-Ц                                     | C++                                            | C                                              |
| Додатна зависност библиотеке          | KDELibs, KDE Frameworks 5                                                                                                   | захтева Windows менаџер                      | либгном | либмате                                                                          | libxfce* за Xfce.                              |                                                | либеде                                         | EFL                                            |
| Коришћен алат                         | Qt | Qt                                           | ГТК+ | ГТК+                                                                             | ГТК+                                           | GNUstep                                        | FLTK (претходни еFLTK)                         | Основни (обезбеђује EFL)                       |
| Величина (база система, X инсталиран) | ~210 MB | ~20 MB                                       | ~180 MB | ~180 MB                                                                          | Xfce: ~15 MB, РОХ: ~780 KB                     |                                                | ЕДЕ: ~3 MB                                     | ДР16: ~3 MB, ДР17: ~15MB                       |

### Уобичајено упаковани програми
Ова табела показује основне информације о програмима дистрибуираним са неким десктоп окружењем за X Windows систем.
|                              | КДЕ                                      | ГНОМ               | Мате          | Xfce               | LXDE       | ROX Десктоп | Étoilé              | EDE              | Enlightenment               |
| ---------------------------- | ---------------------------------------- | ------------------ | ------------- | ------------------ | ---------- | ----------- | ------------------- | ---------------- | --------------------------- |
| X window manager             | KWin                                     | Mutter             | Marco         | Xfwm4              | Openbox    | ОробоРОХ    | Азаела              | edewm            | Enlightenment               |
| X display manager            | KDM, SDDM                                | GDM                |               |                    | LXDM       |             |                     | елма             | Entrance                    |
| File manager                 | Dolphin (Konqueror пре SC 4)             | Фајлови            | Цаја          | Thunar             | PCManFM    | РОХ Фајлер  |                     | Efiler           | EFM, Entropy                |
| Widget toolkit               | Qt                                       | GTK+               | GTK+          | GTK+               | GTK+       | GTK+        | GNUstep             | FLTK (пре еFLTK) | Основни                     |
| Terminal emulator            | Конзола                                  | ГНОМ Терминал      | МАТЕ Терминал | Терминал           | ЛХТерминал | РОХтерм     | aterm               |                  | Терминологија               |
| Уређивач текста              | KWrite (Kate пре SC 4)                   | gedit              | Pluma         | Mousepad, Leafpad  | Leafpad    | Едит        | TextEdit            |                  | Eyesight, Ecrire            |
| Video player                 | Dragon Player (Kaffeinепре SC 4)         | Videos             |               | Parole             | lxine      | mplayer-rox |                     |                  | Enna (media center), Eclair |
| Audio player                 | JuK, Amarok                              | Banshee, Rhythmbox |               | Parole             | LXMusic    | MusicBox    | Мелодија            |                  | Уживање                     |
| CD burners                   | K3b                                      | Brasero            |               | Xfburn             |            | RoxISO      |                     |                  |                             |
| CD ripper                    | K3b, KAudioCreator                       | Sound Juicer       |               |                    |            | Ripper      |                     |                  | Екстракт                    |
| Image viewer                 | Gwenview                                 | Eye of GNOME       | Eye of MATE   | Ristretto          | GPicView   | Picky       |                     | ЕСлике           | ЕФотографије                |
| Office suite                 | Calligra Suite, К-офис                   | GnomeOffice        |               |                    |            |             |                     |                  |                             |
| Претраживач                  | Konqueror                                | Веб                |               | Midori             |            |             |                     |                  | Eve                         |
| Е-маил клијент               | Kmail                                    | Еволуција          |               |                    |            | GNUMail     |                     |                  |                             |
| Personal information manager | Kontact                                  | Еволуција          |               |                    |            | Контакти    |                     |                  |                             |
| Instant messenger            | Kopete, KDE Telepathy                    | Empathy            |               |                    |            |             |                     |                  | Shotgun                     |
| Archive manager              | Арк                                      | File Roller        | Engrampa      | Xarchiver, Squeeze | Xarchiver  | Архива      |                     |                  |                             |
| PDF читач                    | Okular (KPDF пре SC 4)                   | Evince             | Atril         |                    |            |             | Vindaloo            |                  | Epdf                        |
| IDE                          | К-девелоп                                | Анџута             |               |                    |            |             | Gorm, ProjectCenter |                  |                             |
| Widget engine                | уграђен – Plasma (SuperKaramba пре SC 4) | gDesklets          |               |                    |            |             |                     |                  | Основно                     |
| Коришћене лиценце            | GPL, LGPL, BSD, остали                   | GPL, LGPL          | GPL, LGPL     | GPL, LGPL, BSD     | GPL, LGPL  | GPL         | GPL, BSD            | GPL, LGPL        | BSD, LGPL                   |
|                              | КДЕ                                      | ГНОМ               | МАТЕ          | Xfce               | LXDE       | ROX Десктоп | Étoilé              | EDE              | Enlightenment               |

Имајте на уму да је Разор-qt постао LXQt, део LXDE за Qt framework.

### Поређење једноставности употребе и стабилности
ГНОМ графички фајл менаџер Наутилус је намењен да буде веома једноставан за коришћење и има много особина које олакшавају новим корисницима Линукса да покупи без читања било коју документацију. КДЕ фајл менаџер Делфин се сматра усмереним на употребљивост. Пре КДЕ верзије 4, стандардни фајл менаџер КДЕ пројекта је био Освајач, који је такође дизајниран за лаку употребу.
И ГНОМ и КДЕ стварају много графичких алата конфигурације, смањујући потребу за ручним уређивањем конфигурационих фајлова за нове кориснике. Садрже обимне пакете софтвера као што су графичко уређивање менија, текст едитора, аудио плејере и софтвер за обављање административних послова. Све апликације инсталиране у већини дистрибуција се аутоматски додају у ГНОМ и КДЕ меније. Нема већих промена конфигурације која је неопходна за почетне радове. Међутим, коришћењем графичких алата,  на десктопу се може конфигурисати снага која је обезбеђена уз помоћ тих уређаја.

## Компатибилност и интероперабилност грешака
Нека десктоп окружења и Windows менаџери тврде да они подржавају апликације направљене за друге десктоп окружења експлицитно. На пример, Флуксбокс наводи подршку КДЕ-а у својој листи функција. Коришћење софтвера који је направљен специјално за десктоп окружење које се користи или Windows менаџер софтвера је начин да се избегну грешке. За програмере, Портланд Пројекат је објавио низ заједничких интерфејса који омогућавају апликацијама да се интегришу у многа десктоп окружења.

## Употреба системских ресурса
Тестови са подразумеваним инсталацијама Убунта показују да коришћење меморија LXDE 0.5 је нижа него Xfce 4.6, што заузврат ниже него ГНОМ 2.29, са КДЕ 4.4 користећи највише РАМ-а у односу на поменути десктоп.